# Pteromalus fuscipes
Pteromalus fuscipes is een vliesvleugelig insect uit de familie Pteromalidae. De wetenschappelijke naam is voor het eerst geldig gepubliceerd in 1881 door Provancher.